# École de Cernay

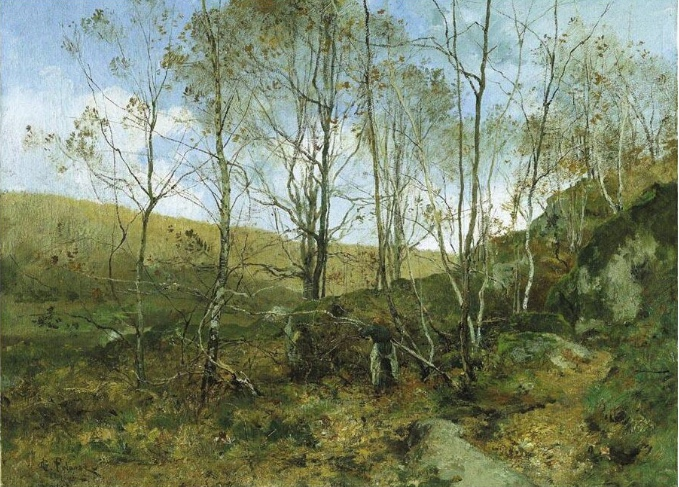
Léon Germain Pelouse: Dans le Bois de Cernay, vor 1891

Die École de Cernay bezeichnet eine Gruppe von Landschaftsmalern des 19. Jahrhunderts, die sich von den Vaux-de-Cernay und ihrer Umgebung im Departement Yvelines inspirieren ließen. Diese von Wäldern, Wasserfällen und alten Mühlen geprägte Gegend zog zahlreiche Künstler an, die die natürliche Schönheit der Region festhielten.

## Geschichte
In der zweiten Hälfte des 19. Jahrhunderts wurde die Region von Vaux-de-Cernay, begünstigt durch den Ausbau des Eisenbahnnetzes, zu einem beliebten Reiseziel für Künstler. Viele von ihnen, darunter auch Mitglieder der Schule von Barbizon, suchten hier nach neuen Motiven und Inspirationen. Eine zentrale Figur dieser Bewegung war Léon Germain Pelouse, der sich 1871 in Cernay-la-Ville niederließ und zahlreiche Künstler anzog. Sein Atelier und die umliegenden Gasthäuser, insbesondere das Au Rendez-vous des Artistes von Léopold Lequesne, wurden zu Treffpunkten für Maler aus verschiedenen Ländern.
Die wichtigsten Vertreter der École de Cernay waren
- Léon Germain Pelouse (1838–1891): Der autodidaktische Maler Pelouse, einer der führenden Köpfe der École de Cernay, war bekannt für seine detailreichen Landschaftsdarstellungen. Seine oft vor Ort entstandenen Werke fangen die Atmosphäre der Region eindrucksvoll ein.
- Henri Harpignies (1819–1916): Ein bedeutender Landschaftsmaler, der für seine Darstellungen von Bäumen und Flüssen bekannt war und die Gegend um Cernay häufig besuchte.
- Peder Severin Krøyer (1851–1909): Der dänische Maler verbrachte einige Zeit in Cernay und schuf Werke, die das künstlerische Leben der Kolonie dokumentieren, darunter "Le Déjeuner des artistes à Cernay-la-Ville".
- Winslow Homer (1836–1910): Der amerikanische Maler besuchte die Region 1867 und ließ sich von der Landschaft zu mehreren Werken inspirieren.

Die Künstler der École de Cernay zeichneten sich durch eine realistische Darstellung der Natur aus, wobei oft Licht und Atmosphäre im Vordergrund standen. Viele Werke entstanden im Freien, um die unmittelbare Wirkung der Landschaft einzufangen. Ein Beispiel dafür ist Pelouses Gemälde Souvenir de Cernay (1872), das die natürliche Schönheit der Region widerspiegelt.
Die École de Cernay trug wesentlich zur Popularisierung der Landschaftsmalerei in Frankreich bei. Die Künstler dieser Schule schufen Werke, die im Pariser Salon ausgestellt wurden und einem breiten Publikum die Schönheit der Region näher brachten. Die erhaltenen Werke bieten heute einen wertvollen Einblick in die künstlerische und landschaftliche Vielfalt des 19. Jahrhunderts.

## Künstlerliste
Liste der Maler, die zur Schule von Cernay gehören
- Jacques Raymond Brascassat (1804–1867)
- Édouard Debat–Ponsan (1847–1913)
- Eugène Deshayes (1828–1891)
- Henri Harpignies (1819–1916)
- Jules-Joseph Lefebvre (1834–1912)
- Constantin Meunier (1831–1905)
- Léon Germain Pelouse (1838–1891)
- Antoine Vollon (1833–1900)

Schülerinnen und Schüler von Léon Germain Pelouse
- Madame Annaly
- Érnest Baillet
- Harriet Backer
- Émile Charles Dameron
- Nicolas Dracopolis
- Allan Edson (1846–1888)
- Eugène Galien–Laloue (1854–1941)
- Léon Joubert (1851–1928)
- Kitty Lange Kielland (1843–1914)
- Émile Le Marié des Landelles (1847–1903)
- Flavien-Louis Peslin (1847–1905)
- Albert Rigolot (1862–1932)
- Louis Telingue
- Percy Franklin Woodcock (1855–1936)